# علي بن يقطين
أبو الحسن علي بن يقطين بن موسي البغدادي  كان من وزراء هارون الرشيد، الخليفة العباسي، ومن أتباع الإمامين الصادق والكاظم، ولكنه كان يخفي ذلك. وهو تصدي الوزارة بموافقة من الإمام للحفاظ على أرواح الشيعة وأموالهم وحقوقهم ودعم حركتهم السرية. يتمتع علي بن يقطين بمكانة عظيمة ورفيعة عند الشيعة.

## حياته
أبو الحسن علي بن يقطين بن موسي البغدادي وُلد عام 124هـ في الكوفة في نهاية الحكم الأموي. كان أبوه من خصوم بني أمية ومن أنصار العباسيين الكبار.ففي زمن بني امية كان أبوه يقطين مطاردا من قبل مروان بن محمد فكان يختفي عنه. فرحلت زوجته في غيابه مع ابنيهما علي وعبيد إلى المدينة وبقيت هناك حتي انهيار الحكم الاموي. فمع ظهور الحكم العباسي رجع يقطين إلي الكوفة وتولّى مناصب مهمّةً هناك والتحقت به زوجته مع ابنيهما. فترعرع علي بن يقطين في الكوفة.
كان علي بن يقطين من خيار أصحاب وأتباع الإمام الصادق وكان أحد تلامذة الإمام الكاظم البارزين، وكان له مكانة وشأن بارز عندهم،
وفي زمن هارون الرشيد أصبح أبوالحسن أحد وزرائه وذلك بموافقة الإمام الكاظم لتصدي الوزارة لقضاء حوائج الشيعة وتخفيف من وطأة الظلم عليهم. وفيما بعد قد طلب الاستقالة عدّة مرات غير انّ الإمام كان يمنعه من ذلك. فاستمر بهذه المهمة إلى ان توفي.

## مؤلفاته
ذكر له الرجاليون ثلاثة كتب، هي:
- كتاب ما سأل عن الإمام الصادق من الملاحم.
- كتاب مناظرته مع الشاك بحضرة الإمام الصادق.
- مسائل عن الإمام الكاظم.[2]

ويعد ابوالحسن من رواة اخبار أهل البيت وله أكثر من 187 رواية.

## مما قيل عنه
كان لأبو الحسن اليقطين مكانة وشأن كبير عند الإمام الكاظم، وهو يتمتع بمكانة عظيمة عند علماءالشيعة. ومما قيل عنه:

### الأئمة
- حين استأذن علي بن يقطين الامام الكاظم لاستقالته من الوزارة، لم يأذن له الإمام قائلاً:« لا تفعل ، فإنّ لنا بك أُنساً ، ولإخوانك بك عزّاً ، وعسى أن يجبر الله بك كسراً ، ويكسر بك نائرة المخالفين عن أوليائه...[3]»
- وقال الإمام علي الرضا عنه: «أما أن علي بن يقطين مضى، وصاحبه عنه راض يعنى أبا الحسن عليه السلام.[4]»

### العلماء
- قال عنه الشيخ الطوسي: «ثقة جليل القدر ، له منزلة عظيمة عند أبي الحسن 1 (عليه السَّلام) ، عظيم المكان في الطائفة ، له كتب .[5]»
- وعدَه الشيخ المفيد من ثقات الامام الكاظم وخاصته.
- ورَوى الكشي في مدحه روايات.[6]

## وفاته
توفى أبوالحسن بن يقطين عام 182هـ بعمر يناهز 57 سنة في مدينة السلام ببغداد وصلى عليه ولى العهد آنذاك، محمد بن الرشيد، وكان الامام الكاظم في سجن هارون العباسي في ذلك الوقت.